# ألفريدو إيريارت
ألفريدو إيريارت (بالإسبانية: Alfredo Iriarte)‏ هو كاتب وصحفي كولومبي، ولد في 1932 في بوغوتا في كولومبيا، وتوفي في 2002.